# تهريب (فلم 2012)
تهريب (بالإنجليزية: Contraband) هو فيلم حركة وإثارة تم إنتاجه في المملكة المتحدة والولايات المتحدة وصدر سنة 2012 بطولة مارك والبيرغ وكيت بيكينسيل وبن فوستر.

## القصة
تدور أحداث الفيلم حول حارس أمن لديه متاعب مالية كبيرة وفي نفس الوقت يحاول حماية نسيبه من أحد تجار المخدرات الكبار، فيضطر إلى العودة للتهريب عندما يوفر له شريكه فرصه مربحة ومغرية، ويتجه إلى بنما للحصول على ملايين الدولارات في صورة أموال مزورة.

## الميزانية والإيرادات
كلف الفيلم 26 مليون دولار وحقق أرباح تقدر بـ 97 مليون دولار.

## وصلات خارجية
مقالات تستعمل روابط فنية بلا صلة مع ويكي بيانات